# Harmstorf
Harmstorf is een gemeente in de Duitse deelstaat Nedersaksen. De gemeente maakt het meest noordelijke deel uit van de Samtgemeinde Jesteburg in het Landkreis Harburg. Harmstorf telt 821 inwoners. Harmstorf ligt niet ver ten noorden van de Lüneburger Heide.
De buurgemeentes Seevetal en Rosengarten (Nedersaksen) zijn goed ontsloten door Autobahnen (o.a. de A1 en de A7; afrit 38 Ramelsloh van de A7 ligt 4 km ten oosten van Harmstorf) en spoorlijnen, o.a. Station Klecken dicht bij de gemeentegrens.
De gemeente is per lijnbus te bereiken vanaf het station van Buchholz.
Het dorp ontstond vermoedelijk omstreeks het jaar 1000 rondom een boerderij of vluchtburcht van een naburig klooster.
Harmstorf is tot het eind van de Tweede Wereldoorlog steeds een weinig belangrijk boerendorpje gebleven. Na 1945 werd het dorp uitgebreid met woonwijken, eerst voor Heimatvertriebene en na plm. 1960 voor woonforensen met een werkkring in de nabije grote stad Hamburg.
- Virtual International Authority File: 313272465

Appel · 
Asendorf · 
Bendestorf · 
Brackel · 
Buchholz in der Nordheide · 
Dohren · 
Drage · 
Drestedt · 
Egestorf · 
Eyendorf · 
Garlstorf · 
Garstedt · 
Gödenstorf · 
Halvesbostel · 
Handeloh · 
Hanstedt · 
Harmstorf · 
Heidenau · 
Hollenstedt · 
Jesteburg · 
Kakenstorf · 
Königsmoor · 
Marschacht · 
Marxen · 
Moisburg · 
Neu Wulmstorf · 
Otter · 
Regesbostel · 
Rosengarten · 
Salzhausen · 
Seevetal · 
Stelle · 
Tespe · 
Toppenstedt · 
Tostedt · 
Undeloh · 
Vierhöfen · 
Welle · 
Wenzendorf · 
Winsen (Luhe) · 
Wistedt · 
Wulfsen